# 4-나이트로톨루엔
4-나이트로톨루엔(영어: 4-nitrotoluene)은 화학식이 CH3C6H4NO2인 유기 화합물이다. p-나이트로톨루엔(영어: p-nitrotoluene), 파라-나이트로톨루엔(영어: para-nitrotoluene)이라고도 한다. 4-나이트로톨루엔은 밝은 노란색 고체이다. 4-나이트로톨루엔은 나이트로톨루엔의 3가지 이성질체들 중 하나이다.

## 합성 및 반응
다른 이성질체들과 함께 4-나이트로톨루엔은 일반적으로 질산 티타늄(IV)을 사용하여 톨루엔의 나이트로화에 의해 제조된다. 4-나이트로톨루엔은 나이트로벤젠 유도체에 대한 전형적인 반응을 겪는데, 예로서 수소화는 p-톨루이딘을 생성한다.
4-나이트로톨루엔의 메틸 치환체의 산화가 광범위하게 조사되었다. 조건에 따라 산화는 4-나이트로벤즈알데하이드 다이아세테이트, 4-나이트로벤조산, 4,4'-다이나이트로바이벤질을 생성한다. 4-나이트로톨루엔을 브로민으로 처리하면 4-나이트로벤질 브로마이드가 생성된다.

## 활용
주요 용도는 4-나이트로톨루엔-2-설폰산(–SO3H기가 메틸기에 인접함)을 생성하기 위한 설폰화와 관련이 있다. 이 화학종은 염료로 사용되는 스틸벤 유도체를 생산하기 위해 산화적으로 결합할 수 있다. 대표적인 유도체로는 4,4'-다이나이트로소-2,2'-스틸벤다이설폰산 및 4,4'-다이나이트로-2,2'-스틸벤다이설폰산의 분자 및 염(예: 4,4'-다이나이트로스틸벤-2,2'-다이설폰산 이나트륨)이 있다.

## 안전성
4-나이트로톨루엔은 쥐를 대상으로 한 실험에서 독성과 발암성에 대한 증거가 있다.

## 같이 보기
- 나이트로톨루엔
- 2-나이트로톨루엔
- 3-나이트로톨루엔